# Ruta chalepensis

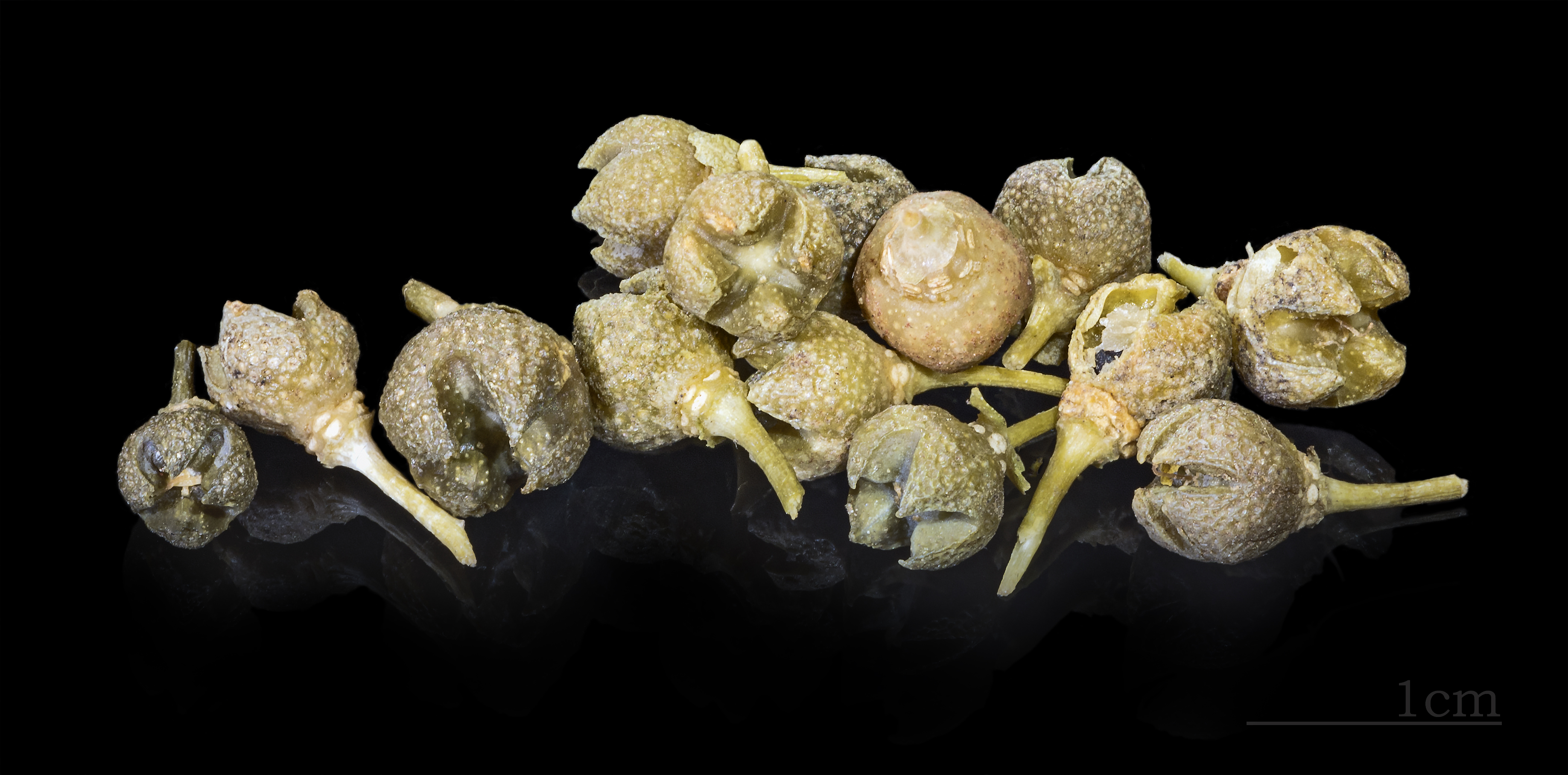
Fruits secs

Ruta chalepensis és una espècie de planta rutàcia que junt amb la ruda de muntanya és una de les dues espècies del gènere ruda que es troben silvestres als Països Catalans (Ruta graveolens es troba com a espècie cultivada).

## Descripció
És una planta perenne d'olor forta lignificada a la base, de 20 a 70 cm d'alçada. Les fulles estan dividides en segments oblongo-lanceolats. Les flors són de mida mitjana i de color groc, floreix de febrer a agost. El fruit és una càpsula ovoide verrucosa amb els lòbuls aguts.

## Hàbitat
De distribució mediterrània. Es troba a tots els Països Catalans, en llocs de vegetació poc densa, des del nivell del mar fins als 1.200 metres d'altitud.

## Subespècies
- angustifolia:Bràctees lanceolades
- chalepensis:Bràctees ovades